# Alvar Lenning

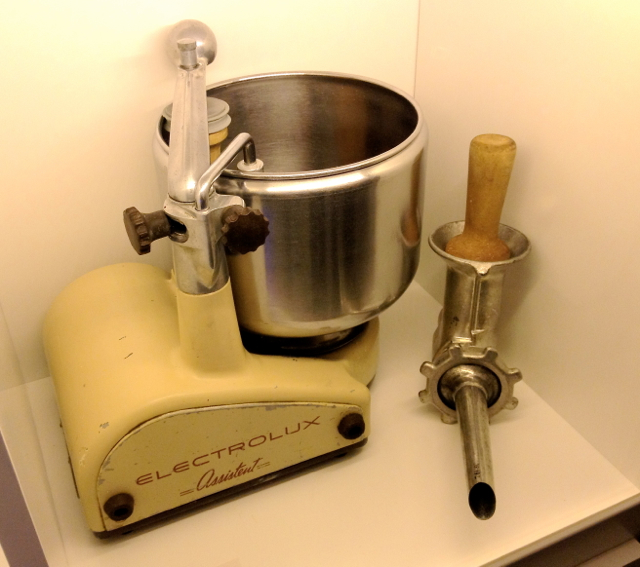
Electrolux Assistent, designad av Alvar Lenning.

Karl Alvar Lenning, född 21 juni 1897 i Eskilstuna, död 6 augusti 1980 i Stockholm, var en svensk ingenjör och formgivare. 
Lenning, som var son till auktionsdirektör C.A. Larsson och Anna Jönsson, avlade studentexamen 1915 och utexaminerades från Kungliga Tekniska högskolan 1920. Han var ingenjör vid Älvkarleby kraftverk och Väg- och vattenbyggnadsstyrelsens laboratorium till 1924, Patent- och registreringsverket 1924–1925, Electrolux kyllaboratorium 1925–1926, chef för Electrolux-Servel kyllaboratorium i USA 1926–1930, överingenjör vid Hesselman Motor Corporation i Stockholm 1930–1932, laborator vid AB Electrolux 1933–1940, konsulterande kyltekniker (absorptionskylteknik) samt teknisk konstruktör och formgivare från 1941. 
Lenning innehade omkring 140 patent angående bland annat kylteknik. Han var teknisk redaktör för Svensk uppslagsboks andra upplaga, Nordisk familjeboks fjärde upplaga och Lilla uppslagsboken samt redaktör för "Problemhörnan" i Teknisk Tidskrift från 1940.